# Cicne (pare de Tenes)
Cicne (en grec antic Κύκνος), va ser, segons la mitologia grega, un fill de Posidó, però a diferència d'un altre Cicne, també fill de Posidó i mort per Aquil·les, aquest era fill d'Escamandròcide. Era rei de la ciutat de Colones, a poca distància de Troia, davant de l'illa que llavors es deia Lèucofris i que més tard es va dir Tenedos.
La seva mare l'havia abandonat en néixer, a la vora del mar, i allà en va tenir cura un cigne. Més endavant es va casar amb Pròclia, una filla de Laomedont. Va tenir un fill, Tenes i una filla, Hemítea. La seva esposa va morir, i es va tornar a casar amb Filònome, filla de Tragas. Filònome es va enamorar del seu fillastre Tenes, i com que el noi es va negar a tenir relacions amb ella, el va calumniar davant Cicne. Cicne va considerar culpable al noi i el va fer llançar al mar dins d'un cofre, junt amb la seva germana Hemítea. Els dos germans van arribar sense problemes a Lèucofris, situada davant de la ciutat, i l'illa passà a denominar-se Tenedos.
L'acusació de Filònome va ser recolzada per un flautista, Eumolp, que va donar fals testimoni contra el jove. Quan Cicne va veure al cap d'un temps que havia estat enganyat, va fer lapidar Eumolp i va enterrar viva Filònome. Es va dirigir a Tènedos per reconciliar-se amb el seu fill, però Tenes es va negar a acollir-lo, i amb un cop de destral va tallar l'amarra que lligava a port la nau del seu pare. A causa d'aquesta aventura tots els flautistes eren desterrats de Tenedos.
Una versió recollida per Tzetzes explica que Cicne va ser acollit pel seu fill a Tènedos. Allà l'hauria mort Aquil·les, confonent-se els dos Cicnes fills de Posidó.